# ニール・ウェブ
ニール・ジョン・ウェブ（英語: Neil John Webb、1963年7月30日 - ）は、イングランド・レディング出身の元サッカー選手で指導者。現役時代のポジションはMF。

## 経歴
イングランド代表として26試合の出場経験があり、1990年ワールドカップ・イタリア大会に参加、また1988年の欧州選手権、1992年の欧州選手権にも参加した。
1985年からの4シーズンと1992年からの4シーズン、合計8シーズンをプレーしたノッティンガム・フォレストFCでは、通算229試合出場63得点。1989年から1992年にかけてはマンチェスター・ユナイテッドFCでもプレーした。

## タイトル
ノッティンガム・フォレスト
フットボールリーグカップ : 1988-89
マンチェスター・ユナイテッド
- UEFAカップウィナーズカップ 1990-91
- UEFAスーパーカップ : 1991
- FAカップ : 1989-90

フットボールリーグカップ :1991-92